# Samantha
Samantha（サマンサ）は、木村カエラのメジャー9枚目のシングルで、2007年7月18日にコロムビアミュージックエンタテインメントから発売された。

## 解説
- 2007年6月6日より着うたが超先行配信された。
- 曲名の「Samantha」の由来は、ドラマ「奥様は魔女」の主人公「サマンサ」からきたもの。そのためプロモーションビデオは奥様は魔女のオープニングをアレンジしたものになっており、ナレーションも本家と同じ中村正が行っている。
- カップリングの「Honey B～みつばちダンス」のPVでは、カエラ自身がみつばちの着ぐるみを着て踊っており、その振り付けが収録されたDVDを全国の幼稚園・保育園に抽選でプレゼントすることが決まった。ミュージックステーションに出演した際に、みつばちの着ぐるみなのに、羽をつけ忘れて、何か分からない生き物になったと語っている。

## 収録曲
| 全作詞: 木村カエラ。 |                                             |            |           |          |      |
| #                    | タイトル                                    | 作詞       | 作曲      | 編曲     | 時間 |
| 1.                   | 「Samantha」                                | 木村カエラ | 會田茂一  | 會田茂一 | 4:08 |
| 2.                   | 「Honey B〜みつばちダンス」                 | 木村カエラ | 根岸孝旨  | 根岸孝旨 | 4:17 |
| 3.                   | 「Samantha (Instrumental）」                | 木村カエラ |           |          | 4:08 |
| 4.                   | 「Honey B〜みつばちダンス (Instrumental）」 | 木村カエラ |           |          | 4:17 |
| 合計時間:            | 合計時間:                                   | 合計時間:  | 合計時間: | 16:50    |      |

## 収録アルバム
- +1 (#1)
- 5years (#1)